# Conrad von Schubert
Philipp Christian Theodor Conrad von Schubert (29 tháng 10 năm 1847 tại Wielkibor – 21 tháng 1 năm 1924 tại Berlin) là một sĩ quan quân đội Phổ, đã được thăng đến cấp Trung tướng, đồng thời là chủ xưởng rượu và thành viên Quốc hội Đế quốc Đức. Ông đã từng tham chiến trong cuộc Chiến tranh Áo-Phổ (1866) và cuộc Chiến tranh Pháp-Đức (1870 – 1871).

## Tiểu sử
Conrad sinh vào tháng 10 năm 1847, là con trai của Chủ thái ấp Theodor Schubert (1816 – 1890), điền chủ Bogislawitz, Rachelsdorf, Koschine, Kalmow với người vợ của ông này là bà Amalie, nhũ danh Lebius. Người em trai của ông là Richard cũng theo đuổi con đường binh nghiệp và được phong đến cấp Thượng tướng trong Chiến tranh thế giới tứ nhất.
Thời trẻ, Schubert học trường Trung học Chính quy (Gymnasium) ở Ostrowo và vào ngày 1 tháng 10 năm 1865, ông nhập ngũ quân đội Phổ vào ngày 1 tháng 10 năm 1865 với tư cách là lính tình nguyện một năm (Einjährig-Freiwilliger) trong Tiểu đoàn Công binh số 7 tại Koblenz. Cùng với đơn vị này, ông đã tham gia cuộc Chiến tranh Bảy tuần năm 1866 với cấp bậc Hạ sĩ và chiến đấu trong các trận đánh lớn ở Münchengrätz và Königgrätz. Đến ngày 9 tháng 11 năm 1867, ông được đổi vào Cục Thanh tra Công binh 3 với quân hàm Thiếu úy. Không lâu sau đó, kể từ ngày 1 tháng 10 năm 1868 cho đến ngày 16 tháng 7 năm 1870, ông học tại Trường Kỹ thuật và Pháo binh Tổng hợp (Vereinigte Artillerie- und Ingenieurschule). Trong cuộc tổng động viên quân đội khi Chiến tranh Pháp-Đức (1870 – 1871), Schubert được thuyên chuyển vào Tiểu đoàn Công binh số 11 Tuyển hầu quốc Hessen. Với tiểu đoàn này, ông đã tham chiến trong các trận đánh lớn ở Wissembourg, Wœrth, Sedan và cả cuộc vây hãm Paris. Schubert bị thương tại Sedan và để ghi nhận những thành tích của ông trong cuộc chiến, ông được tặng thưởng Huân chương Thập tự Sắt hạng II vào ngày 26 tháng 9 năm 1870.
Sau khi cuộc binh lửa kết thúc với thắng lợi quyết định của người Đức, Schubert lãnh nhiệm chức sĩ quan phụ tá Tiểu đoàn vào ngày 1 tháng 4 năm 1872 và chẳng bấy lâu sau ông được thăng cấp hàm Trung úy vào ngày 13 tháng 7. Vào năm 1873, ông tham gia cuộc diễn tập tham mưu thường niên (Generalstabsreise) của Quân đoàn XI và đã vài lần được cắt cử vào Bộ Tham mưu của Sư đoàn số 21 với vai trò là sĩ quan hậu cần trong các cuộc tập trận vào mùa thu. Kể từ ngày 5 tháng 2 năm 1874 cho đến ngày 14 tháng 6 năm 1876, Schubert giữ chức vụ sĩ quan phụ tá của Cục Thanh tra Công binh số 3, sau đó ông được điều đến thành lũy Straßburg. Schubert cũng được cử vào công tác tại Bộ Tổng tham mưu. Tiếp theo đó, ông được bổ nhiệm làm Tướng thanh tra Quân đoàn Kỹ thuật và Công binh vào ngày 13 tháng 11 năm 1877, và trong thời gian đó ông được thăng chức Đại úy vào ngày 11 tháng 6 năm 1879. 5 năm sau, Schubert được giao chỉ huy một đại đội trong Tiểu đoàn Công binh Cận vệ vào ngày 13 tháng 9 năm 1884. Ông đảm nhiệm cương vị này cho đến ngày 11 tháng 12 năm 1886. Sau đó, Schubert được ủy nhiệm vào Bộ Tham mưu, được lên chức Thiếu tá vào ngày 17 tháng 4 năm 1888 rồi được lãnh chức Tiểu đoàn trưởng vào ngày 19 tháng 11 năm 1889. Sau khi được thăng cấp hàm Thượng tá vào ngày 18 tháng 4 năm 1893, thoạt tiên ông được giao tạm quyền chỉ huy (Führung) Trung đoàn Hỏa xa số 1 tại kinh đô Berlin vào ngày 27 tháng 1 năm 1895, sau đó ông được thụ phong Trung đoàn trưởng vào ngày 14 tháng 2 năm 1895. Năm sau, ông được lên quân hàm Đại tá vào ngày 20 tháng 5 năm 1896. Vì những thành tích của mình, ông được gia phong quý tộc vào ngày 15 tháng 1 năm 1899 và vài tháng sau ông được bổ nhiệm làm chỉ huy tạm quyền của Lữ đoàn Hỏa xa (Eisenbahn-Brigade). Sau đó, Schubert được thụ phong Lữ đoàn trưởng vào ngày 1 tháng 6 năm 1899 rồi được phong cấp hàm Thiếu tá vào ngày 3 tháng 7 năm 1899. Trong suốt 3 năm tới, Schubert – người được lên chức Trung tướng vào ngày 12 tháng 9 năm 1902 – chỉ huy lữ đoàn này. Đến tháng 12 năm 1902, Schubert đệ đơn xin về hưu, và lời thỉnh cầu của ông đã được chấp thuận: vào ngày 8 tháng 1 năm 1903, ông được giải ngũ và hưởng lương hưu theo quy định.
Kể từ năm 1903 cho đến năm 1918, ông là thành viên Viện Đại biểu Phổ, ngoài ra ông còn là đại biểu Quốc hội của khu vực bầu cử Trier 6 (gồm các quận Ottweiler, St. Wendel, Meisenheim) từ năm 1907 cho đến năm 1912. Trong Quốc hội Đức, ông là kiểm toán viên (Hospitant) của Đảng Tự do Quốc gia.
Vào năm 1881, ông thành hôn với bà Ida Louise Henriette, trưởng nữ của nhà chính trị và tư bản công nghiệp Carl Ferdinand Stumm (1836 – 1901). Do người con trai của Stumm mất sớm, nhà máy rượu vang Maximin Grünhaus của ông này tại Mertesdorf, sa sau được đặt tên là Schlosskellerei C. von Schubert theo tên của Schubert, được Ida nhận làm của hồi môn của bà tỏng ngày cưới einbrachte. Cuộc hôn nhân này đã mang lại cho ông 7 người con, trong số đó có Carl, Đại sứ và Quốc vụ khanh của Bộ Ngoại giao. Vào tháng 1 năm 1924, ông từ trần ở Berlin.

## Tặng thưởng
Schubert đã được trao tặng các huân chương sau đây:
- Huân chương Đại bàng Đỏ hạng II đính kèm Bó sồi, Vương miện và Ngôi sao năm 1906
- Đại Thập tự Danh dự của Huân chương Gia tộc và Quân công Công tước Peter Friedrich Ludwig của xứ Oldenburg vào ngày 23 tháng 7 năm 1909Herzogs Peter Friedrich Ludwig]] am 23. Juli 1909
- Huân chương Vương miện hạng I của Phổ vào ngày 11 tháng 10 năm 1913
- Đại Thập tự của Huân chương Chiến công Bayern vào ngày 18 tháng 12 năm 1913
- Tư lệnh (Komtur) hạng I của Huân chương Albrecht
- Tư lệnh Húc Nhật chương của Nhật Bản
- Tư lệnh Thụy Bảo chương của Nhật Bản
- Đại Sĩ quan Huân chương Vương miện của Ý
- Đại Thập tự Huân chương Franz Joseph của Áo-Hung
- Đại Thập ự Huân chương Mặt trời và Sư tử của Ba Tư
- Tư lệnh Huân chương Ngôi sao của Romania
- Thập tự Hiệp sĩ hạng I Huân chương Thanh gươm

Vào ngày 16 tháng 6 năm 1913, nhân dịp lễ kỷ niệm Bạc (Regierungsjubiläums) 25 năm ngày lên ngôi của Đức hoàng Wilhelm II, ông được phép mặt quân phục của Tiểu đoàn Công binh Cận vệ.